# Beltiug
Beltiug é uma comuna romena localizada no distrito de Satu Mare, na região histórica da Transilvânia. A comuna possui uma área de 117.03 km² e sua população era de 3222 habitantes segundo o censo de 2007.